# Umirajuščij lebed'
Umirajuščij lebed' (Умирающий лебедь) è un film muto del 1917 diretto da Evgenij Bauėr.